# Tanzánia az 1980. évi nyári olimpiai játékokon
Tanzánia a szovjetunióbeli Moszkvában megrendezett 1980. évi nyári olimpiai játékok egyik részt vevő nemzete volt. Az országot az olimpián 3 sportágban 41 sportoló képviselte, akik összesen 2 érmet szereztek. Tanzánia első érmeit szerezte az olimpiai játékok történetében.

## Érmesek
| Érem  | Versenyző        | Sportág  | Versenyszám          |
| ----- | ---------------- | -------- | -------------------- |
| Ezüst | Suleiman Nyambui | Atlétika | Férfi 5000 m         |
| Ezüst | Filbert Bayi     | Atlétika | Férfi 3000 m akadály |

## Atlétika
Férfi
| Versenyző           | Versenyszám    | Előfutam         | Előfutam         | Előfutam         | Negyeddöntő | Negyeddöntő | Negyeddöntő | Elődöntő | Elődöntő | Elődöntő | Döntő   | Döntő    |
| Versenyző           | Versenyszám    | Idő              | Hely.            | Össz.            | Idő         | Hely.       | Össz.       | Idő      | Hely.    | Össz.    | Idő     | Helyezés |
| ------------------- | -------------- | ---------------- | ---------------- | ---------------- | ----------- | ----------- | ----------- | -------- | -------- | -------- | ------- | -------- |
| David Lukuba        | 200 m          | 21,76            | 4.               | 30.              | kiesett     | kiesett     | kiesett     | kiesett  | kiesett  | kiesett  | kiesett | kiesett  |
| David Lukuba        | 100 m          | 10,74            | 5.               | 39.*             | kiesett     | kiesett     | kiesett     | kiesett  | kiesett  | kiesett  | kiesett | kiesett  |
| Peter Mwita         | 100 m          | 11,07            | 6.               | 51.*             | kiesett     | kiesett     | kiesett     | kiesett  | kiesett  | kiesett  | kiesett | kiesett  |
| Mwalimu Ally        | 100 m          | 10,86            | 6.               | 43.              | kiesett     | kiesett     | kiesett     | kiesett  | kiesett  | kiesett  | kiesett | kiesett  |
| Mwalimu Ally        | 200 m          | 21,83            | 5.               | 34.              | kiesett     | kiesett     | kiesett     | kiesett  | kiesett  | kiesett  | kiesett | kiesett  |
| Musa Luliga         | 800 m          | 1:49,6           | 5.               | 19.*             |             |             |             | 1:51,42  | 7.       | 23.      | kiesett | kiesett  |
| Suleiman Nyambui    | 5000 m         | 13:45,37         | 2.               | 15.              |             |             |             | 13:30,12 | 5.       | 5.       | 13:21,6 |          |
| Zakariah Barie      | 5000 m         | 13:49,88         | 9.               | 24.              |             |             |             | 13:44,83 | 7.       | 16.      | kiesett | kiesett  |
| Zakariah Barie      | 10 000 m       | nem ért célba    | nem ért célba    | nem ért célba    |             |             |             |          |          |          | kiesett | kiesett  |
| Leodigard Martin    | 10 000 m       | 30:33,4          | 11.              | 28.              |             |             |             |          |          |          | kiesett | kiesett  |
| Leodigard Martin    | Maraton        |                  |                  |                  |             |             |             |          |          |          | 2:18:21 | 23.      |
| Emmanuel Ndiemandoi | Maraton        |                  |                  |                  |             |             |             |          |          |          | 2:16:47 | 14.      |
| Gidamis Shahanga    | Maraton        |                  |                  |                  |             |             |             |          |          |          | 2:16:47 | 15.      |
| Filbert Bayi        | 3000 m akadály | 8:21,38          | 1.               | 1.               |             |             |             | 8:16,11  | 1.       | 1.       | 8:12,48 |          |
| Filbert Bayi        | 1500 m         | nem állt rajthoz | nem állt rajthoz | nem állt rajthoz |             |             |             | kiesett  | kiesett  | kiesett  | kiesett | kiesett  |

| Versenyző      | Versenyszám   | Selejtező | Selejtező | Döntő    | Döntő    |
| Versenyző      | Versenyszám   | Eredmény  | Helyezés  | Eredmény | Helyezés |
| -------------- | ------------- | --------- | --------- | -------- | -------- |
| Zakayo Malekwa | Gerelyhajítás | 71,58 m   | 16.       | kiesett  | kiesett  |

Női
| Nzaeli Kyomo        | 200 m  | 24,22   | 4.  | 23.  | 24,59   | 8.      | 23.     | kiesett | kiesett | kiesett | kiesett | kiesett |         |         |         |
| Nzaeli Kyomo        | 100 m  | 11,77   | 6.  | 24.* | kiesett | kiesett | kiesett | kiesett | kiesett | kiesett | kiesett | kiesett |         |         |         |
| Mosi Alli           | 100 m  | 12,19   | 7.  | 30.  | kiesett | kiesett | kiesett | kiesett | kiesett | kiesett | kiesett | kiesett |         |         |         |
| Mosi Alli           | 200 m  | 24,99   | 5.  | 27.  | kiesett | kiesett | kiesett | kiesett | kiesett | kiesett | kiesett | kiesett |         |         |         |
| Lilian Nyiti        | 800 m  | 2:11,05 | 5.  | 22.  |         |         |         | kiesett | kiesett | kiesett | kiesett | kiesett |         |         |         |
| Mwinga Mwanjala     | 800 m  | 2:05,15 | 5.  | 18.  |         |         |         | kiesett | kiesett | kiesett | kiesett | kiesett |         |         |         |
| Mwinga Mwanjala     | 1500 m | 4:20,84 | 10. | 19.  |         |         |         |         |         |         | kiesett | kiesett | kiesett | kiesett | kiesett |
| Marcellina Emmanuel | 1500 m | 4:26,78 | 11. | 21.  |         |         |         |         |         |         | kiesett | kiesett | kiesett | kiesett | kiesett |

* - egy másik versenyzővel azonos eredményt ért el

## Gyeplabda

### Férfi
| Tanzániai férfi gyeplabdacsapat-játékoskeret                                                                                        | Tanzániai férfi gyeplabdacsapat-játékoskeret                                                                                               |
| --- | --- |
| - Leopold Gracias - Benedict Mendes - Soter Da Silva - Abraham Sykes - Youssef Manwar - Jaypal Singh - Mohamed Manji - Rajabu Rajab | - Jasbir Virdee - Islam Islam - Stephen Da Silva - Frederick Furtado - Taher Ali Hassan Ali - Anoop Mukundan - Patrick Toto - Julius Peter |

#### Eredmények
Csoportkör
| Csapat              | M | Gy | D | V | G+ | G– | Gk  | P |
| ------------------- | - | -- | - | - | -- | -- | --- | - |
| Spanyolország (ESP) | 5 | 4  | 1 | 0 | 33 | 3  | +30 | 9 |
| India (IND)         | 5 | 3  | 2 | 0 | 39 | 6  | +33 | 8 |
| Szovjetunió (URS)   | 5 | 3  | 0 | 2 | 30 | 11 | +19 | 6 |
| Lengyelország (POL) | 5 | 2  | 1 | 2 | 19 | 15 | +4  | 5 |
| Kuba (CUB)          | 5 | 1  | 0 | 4 | 7  | 42 | –35 | 2 |
| Tanzánia (TAN)      | 5 | 0  | 0 | 5 | 3  | 54 | –51 | 0 |

| 1980. július 20. 12:45 | India (IND) | 18–0 | Tanzánia (TAN) |  |
| 1980. július 20. 12:45 | (12–0)      |      |                |  |

| 1980. július 21. 12:45 | Spanyolország (ESP) | 12–0 | Tanzánia (TAN) |  |
| 1980. július 21. 12:45 | (7–0)               |      |                |  |

| 1980. július 23. 11:00 | Kuba (CUB) | 4–0 | Tanzánia (TAN) |  |
| 1980. július 23. 11:00 | (2–0)      |     |                |  |

| 1980. július 24. 17:00 | Szovjetunió (URS) | 11–2 | Tanzánia (TAN) |  |
| 1980. július 24. 17:00 | (7–1)             |      |                |  |

| 1980. július 26. 11:00 | Lengyelország (POL) | 9–1 | Tanzánia (TAN) |  |
| 1980. július 26. 11:00 | (3–1)               |     |                |  |

Az 5. helyért
| 1980. július 29. 11:00 | Kuba (CUB) | 4–1 | Tanzánia (TAN) |  |
| 1980. július 29. 11:00 | (1–0)      |     |                |  |

| Csapat         | Helyezés |
| -------------- | -------- |
| Tanzánia (TAN) | 6.       |

## Ökölvívás
| Versenyző        | Versenyszám   | Selejtező         | 32-es főtábla                 | Nyolcaddöntő                    | Negyeddöntő                      | Elődöntő          | Döntő             | Helyezés |
| Versenyző        | Versenyszám   | Ellenfél Eredmény | Ellenfél Eredmény             | Ellenfél Eredmény               | Ellenfél Eredmény                | Ellenfél Eredmény | Ellenfél Eredmény | Helyezés |
| ---------------- | ------------- | ----------------- | ----------------------------- | ------------------------------- | -------------------------------- | ----------------- | ----------------- | -------- |
| Emmanuel Mlundwa | Légsúly       |                   | Talal El-Chawa (SYR) · RSC    | Hugh Russell (IRL) · 0:5        | kiesett                          | kiesett           | kiesett           | 9.       |
| Geraldi Issaick  | Harmatsúly    | erőnyerő          | Jorge Monard (ECU) · 3:2      | Ganapathy Manoharan (IND) · RSC | Juan Hernández Pérez (CUB) · RSC | kiesett           | kiesett           | 5.       |
| Isaack Mabushi   | Pehelysúly    | erőnyerő          | Barry McGuigan (IRL) · RSC    | kiesett                         | kiesett                          | kiesett           | kiesett           | 17.      |
| Omari Golaya     | Könnyűsúly    |                   | Kalervo Alanenpää (SWE) · 5:0 | Kazimierz Adach (POL) · 0:5     | kiesett                          | kiesett           | kiesett           | 9.       |
| William Lyimo    | Kisváltósúly  |                   | erőnyerő                      | Khastyn Jamgan (MGL) · 5:0      | Tony Willis (GBR) · KO           | kiesett           | kiesett           | 5.       |
| Lucas Msomba     | Váltósúly     |                   | Elio Díaz (VEN) · 4:1         | Karl-Heinz Krüger (GDR) · 0:5   | kiesett                          | kiesett           | kiesett           | 9.       |
| Leonidas Njunwa  | Nagyváltósúly |                   | erőnyerő                      | Imad Idriss (SYR) · 3:2         | Detlef Kästner (GDR) · 0:5       | kiesett           | kiesett           | 5.       |
| Michael Nassoro  | Félnehézsúly  |                   |                               | Slobodan Kačar (YUG) · RSC      | kiesett                          | kiesett           | kiesett           | 9.       |
| Willie Isangura  | Nehézsúly     |                   |                               | Grzegorz Skrzecz (POL) · RSC    | kiesett                          | kiesett           | kiesett           | 9.       |

RSC – a mérkőzésvezető megállította a mérkőzést